# Assassinato de Vitória Gabrielly
O assassinato de Vitória Gabrielly ocorreu em 2018, quando tinha 12 anos de idade, após ela ser sequestrada depois de sair de casa para andar de patins no município de Araçariguama, São Paulo.
O corpo foi encontrado oito dias depois em um matagal. Vitória Gabrielly foi morta por asfixia mecânica traumática por estrangulamento. A vítima tinha 'lesões de defesa e marcas de contenção'; laudo fala em 'morte cruel'. Vitória foi morta por engano em cobrança de dívida de drogas.

## Biografia
Vitória Gabrielly Guimarães Vaz (nascida em 22 de março de 2006) era uma adolescente de 12 anos que morava em Araçariguama, interior de São Paulo. Era filha de Rosana Magalhães e Beto Vaz.

## Crime
No dia 8 de junho de 2018, Vitória saiu de casa para andar de patins e uma câmera chegou a registrá-la perto de um ginásio de esportes na cidade onde morava.
Quando ela não voltou para casa, seus pais procuraram a polícia e registraram um boletim de ocorrência (B.O.) no dia seguinte. "Ao chegar em casa no fim da tarde, a mãe não encontrou a garota. Ao procurar na casa da tia, onde ela tem costume de ir, a mãe soube que não estava lá", diz o B.O.
Seus restos mortais foram encontrados oito (08) dias após seu desaparecimento, no dia 16 de junho, às margens de uma estrada de terra, numa área de mata no bairro Caxambu, em Araçariguama. Um laudo posteriormente revelou que ela havia morrido de forma "cruel" por asfixia mecânica traumática por estrangulamento. O corpo de Vitória foi encontrado com os pés e as mãos atados e amarrado a uma árvore. A adolescente tinha "lesões de defesa e marcas de contenção".

## Investigações e prisões
As investigações começaram em Araçariguama após o registro de seu desaparecimento. Houve uma grande mobilização local, tendo a prefeitura adesivado 30 carros com uma imagem da menina. Uma equipe da Guarda Civil de Itupeva e um cão farejador procuraram por toda cidade e uma equipe especializada chegou a vasculhar a Represa de Itupararanga.
No dia 13, a polícia chegou a três suspeitos – depois acusados – após conseguir a quebra sigilo telefônico de pessoas ligadas à menina. Um homem chegou a dizer que havia visto a vítima na cidade de Mairinque, onde a polícia chegou a fazer buscas.
A resolução do caso viria após uma denúncia feita pelo 190, o que levou os policiais ao bairro Caxambu, onde o corpo foi encontrado.
Três pessoas foram indiciadas pelo crime, o servente de pedreiro Júlio César Lima Ergesse e o casal Bruno Oliveira (ele também pedreiro) e Mayara Abrantes.

### Motivação
"Bruno e Mayara foram contratados por um traficante de drogas da região para 'dar um susto' na filha de um morador da cidade que possuía uma dívida de R$7 mil, mas acabaram sequestrando Vitória por engano e optaram por matá-la após a confirmação do engano", reportou o portal do jornal Metro.

## Julgamentos e penas
Em outubro de 2019, Júlio Cesar Ergesse foi condenado a 34 anos de prisão – três anos pelo sequestro, 18 anos por homicídio, um ano e seis meses por ocultação de cadáver – com os agravantes de motivo torpe, meio cruel e recurso que impossibilitou a defesa da vítima. Ele cumpre pena na Penitenciária de Tremembé.
Em novembro de 2021, Bruno foi condenado a 36 anos e 3 meses e Mayara, a 36 anos de prisão. Ambos responderam por homicídio, sequestro e ocultação de cadáver com qualificadoras. Em dezembro de 2022, o Tribunal de Justiça de São Paulo negou um recurso da defesa para reduzir a pena do casal.
Ergesse chegou a enviar uma carta ao pai de Vitória contestando o rumo que o caso tomou, alegando que foi condenado pelo que "os outros dois réus fizeram". O pai da menina entregou a carta à delegada Bruna Racca Madureira e disse que não havia visto "uma palavra solidária, nem um boa noite ou pêsames" apenas uma versão de Ergesse se "importando apenas com ele mesmo". "Nem sei porque mandou", completou Beto Vaz.

## Legado
No dia 8 de março de 2022 (Dia Internacional da Mulher), a Delegacia de Araçariguama criou uma sala que leva o nome de Vitória. O espaço destina-se ao atendimento e acolhimento de mulheres, crianças e idosos vítimas de violência doméstica. Além disso, dois times de Araçariguama fizeram um jogo usando uma faixa com o rosto de Vitória e os dizeres "a princesa dos patins cor de rosa" no ginásio da cidade, perto do último local em que a menina foi vista com vida. O artista plástico Jack Ray Domingues também criou três quadros que foram fixados num muro da cidade.
Em junho de 2023, cinco anos após sua morte, seu pai falou sobre Vitória: "Muitas pessoas lembram do que aconteceu, postam algo nas redes sociais e me marcam. E eu, naturalmente, me apego muito nessas lembranças e no amor das pessoas por ela. Escrevo algum texto, publico alguma foto dela. É uma saudade diária".